# Bainbridge (Schiff, 1902)
Die Bainbridge, auch USS Bainbridge (Kennung: DD-1), war ein Torpedobootzerstörer und Typschiff der gleichnamigen Klasse der United States Navy, der zwischen 1902 und 1919 in Dienst stand. Das Schiff war nach Commodore William Bainbridge (1774–1833) benannt und die zweite Einheit in der amerikanischen Marine dieses Namens.

## Geschichte
Die spätere Bainbridge wurde am 15. August 1899, als Typschiff der Klasse und erster Zerstörer der amerikanischen Marine daher auch die Bezeichnung Destroyer No. 1, bei der Werft Neafie & Levy Ship & Engine Building Company in Philadelphia auf Kiel gelegt. Der Stapellauf erfolgte am 27. August 1901, wobei die Taufpatin Miss Bainbridge-Hoff eine Urgroßengelin von Commodore Bainbridge war. Bereits am 24. November 1902, unter dem Kommando von Lieutenant Walton R. Sexton, wurde das Boot vorläufig für die Reserve in Norfolk in Dienst gestellt. Die offizielle Indienststellung fand am 12. Februar 1903, unter dem Kommando von Lieutenant George W. Williams, statt.
Die Bainbridge stach am 23. Dezember 1903 von Key West in See, um durch den Sueskanal zu den Philippinen zu verlegen, wo sie am 14. April 1904 in Cavite anlegte. Zwischen 1904 und 1917 diente DD-1 in der 1. Torpedo-Flottille der Asiatischen Flotte, unterbrochen von zwei kurzen Perioden, in der sie kurzzeitig außer Dienst gestellt wurde (17. Januar 1907 bis 24. April 1908, 24. April 1912 bis April 1913).
Am 1. August 1917 verließ sie Cavite um nach Port Said, Ägypten, zu verlegen. Dort diente sie ab dem 25. September 1917 im 2. Geschwader der U.S. Patrol Force. Die Bainbridge übernahm dort Patrouillenfahrten und Konvoisicherungen, bis sie am 15. Juli 1918 in die Vereinigten Staaten verlegte. Dort kam sie in Charleston an, am 3. August 1918, um dann bis zum 3. Juli 1919 in Flottenaktivitäten entlang der Atlantikküste eingesetzt wurde. Danach wurde sie in Philadelphia außer Dienst gestellt und am 3. Januar 1920 verkauft.